# Repas végétariens et végétaliens dans les cantines

Exemple de repas végétarien

La mise en place de repas végétariens ou végétaliens dans les cantines fait l'objet de débats récurrents dans le cadre des politiques environnementales et de santé publique. Certains pays, comme la Finlande ou la France, ont adopté des mesures allant dans ce sens.
Elles visent à la fois à réduire la consommation de produits carnés, dont la production est très gourmande en ressources, à améliorer la santé publique, mais aussi à dégager un nouveau budget permettant l'accès à des produits locaux et issus d'une agriculture raisonnée, ainsi qu'à la formation des professionnels de cantine.

## Dans le monde

### États-Unis
Depuis 2019, la Californie soutient financièrement les écoles qui proposent des plats végétaliens. De plus, elle forme le personnel, participe au développement de recettes, et mène différentes autres actions qui permettent à la fois un soutien technique et une participation des écoliers plus importante. 

### France
En France, depuis le 1re novembre 2019, la loi EGalim (promulguée en 2018) impose à toute la restauration scolaire de proposer au moins un menu végétarien par semaine. Cette mesure est d'abord menée à titre expérimentale pendant deux ans.
Un rapport commandé par Greenpeace en 2020 montre que l'instauration de menus végétariens dans les cantines a des effets positifs sur le climat, l'eau et réduit les risques de déforestation. En partant de l'hypothèse que la loi EGalim est pleinement appliquée et qu'un menu végétarien hebdomadaire et obligatoire est servi à tous les élèves de la maternelle au lycée, l'étude a comparé quatre cas de figure : 10 %, 25 %, 40 % ou 50 % des élèves choisissent le menu végétarien. Les premiers impacts estimés par rapport aux effets de l'alimentation des cantines scolaires pré-EGalim seraient les suivants :
| | 10 % des élèves choisissent le menu végétarien | 25 % des élèves choisissent le menu végétarien | 40 % des élèves choisissent le menu végétarien | 50 % des élèves choisissent le menu végétarien |
| --- | ---------------------------------------------- | ---------------------------------------------- | ---------------------------------------------- | ---------------------------------------------- |
| Réduction des émissions de gaz à effet de serre                                                         | 6 à 8 %                                        | 14 à 19 %                                      | 23 à 31 %                                      | 28 à 38 %                                      |
| Réduction des coûts de dépollution de l’eau liée aux activités agricoles (pesticides et nitrates)       | 7 %                                            | 16 à 18 %                                      | 26 à 28 %                                      | 33 à 36 %                                      |
| Réduction de la consommation d’eau liée à la production agricole                                        | 3 à 5 %                                        | 8 à 11 %                                       | 13 à 18 %                                      | 16 à 23 %                                      |
| Réduction des importations d’aliments pour les animaux d'élevage (et risques de déforestation associés) | 10 à 12 %                                      | 22 à 27 %                                      | 33 à 42 %                                      | 41 à 51 %                                      |
| Réduction des surfaces nécessaires pour produire l’alimentation servie dans les cantines                | 6 à 7 %                                        | 16 à 18 %                                      | 26 à 29 %                                      | 32 à 36 %                                      |

En septembre 2020, une enquête de Greenpeace France estimait que 71 % des communes françaises proposaient des menus végétariens au moins une fois par semaine dans les cantines scolaires des écoles maternelles et élémentaires. Elle notait également que la qualité des menus avait évolué positivement : là où, au départ, une majorité d'omelettes étaient servies, les repas étaient désormais plus diversifiés et plus de la moitié étaient composés de protéines végétales (dhal lentilles-coco, couscous végétarien, etc.). En revanche, seuls 59 % des collèges et 52 % des lycées dont les menus avaient été analysés respectaient la loi, avec une offre beaucoup moins qualitative que dans les écoles primaires,.

#### Mise en place d'un deuxième repas végétarien hebdomadaire
A Grenoble, les cantines servent un à deux repas végétariens hebdomadaire depuis novembre 2017.
En juin 2018 est décidé l'instauration de deux menus végétariens hebdomadaires dans les écoles de Lille.
A la rentrée 2020 à Rennes, un repas végétarien est proposé quotidiennement aux enfants inscrits en début d'année scolaire, soit environ 800 enfants. De plus, la mairie souhaite proposer un second repas végétarien hebdomadaire à tous les enfants avant la fin du mandat 2020-2026, comme c'est déjà le cas à Lille.
À partir de la rentrée 2021, la mairie de Montpellier souhaite faire de même.

### Islande
En Islande, la mise en place d'un jour végétarien obligatoire dans les cantines scolaires a produit un ensemble d'effets plus ou moins attendus. A court terme, la participation aux repas les jours végétariens était moins forte, les quantités servies moins importantes et le gaspillage plus important. A moyen terme en revanche, seules les observations sur la diminution des quantités servies demeuraient. Du point de vue de la réactance psychologique, les auteurs estiment qu'il est préférable d'instaurer un choix par défaut végétarien plutôt que de l'imposer.

### Études scientifiques
- (en) Chiara Lombardini et Leena Lankoski, « Forced Choice Restriction in Promoting Sustainable Food Consumption: Intended and Unintended Effects of the Mandatory Vegetarian Day in Helsinki Schools », Journal of Consumer Policy, no 36,‎ 2013, p. 159–178 (lire en ligne)